# Paramarpissa laeta
Espèce
Paramarpissa laeta est une espèce d'araignées aranéomorphes de la famille des Salticidae.

## Distribution
Cette espèce est endémique du Chihuahua en Mexique,. Elle se rencontre vers Llano de Rio de Santa Clara.

## Description
La carapace du mâle holotype mesure 2,75 mm de long sur 1,95 mm et l'abdomen 3,28 mm de long sur 1,88 mm.

## Publication originale
- Logunov & Cutler, 1999 : Revision of the genus Paramarpissa F. O. P.-Cambridge, 1901 (Araneae, Salticidae). Journal of Natural History, vol. 33, no 8, p. 1217-1236.